# Shabana Azmi
Shabana Azmi (hindi, Devanagari: शबाना आज़मी, urdu: شبانہ اعظمی; Nova Delhi, 18 de setembre de 1950) és una consagrada actriu índia. Ha participat en nombroses pel·lícules i ha rebut diversos guardons. A més, ha estat una gran activista, especialment de drets socials i també és famosa la seva lluita contra la sida.

## Primers anys
Filla del poeta en urdú Kaifi Azmi i de l'actriu de teatre Shaukat, va néixer en el si d'una família musulmana d'intel·lectuals preocupada pels drets socials. El seu germà Bava Azmi, també es dedica al cinema.
Va estudiar psicologia en St. Xavier’s College, Mumbai i després va seguir un curs d'interpretació en el Film and Television Institute of Índia (FTII), Pune.
Al principi de la seva carrera, va mantenir una relació amb Shekhar Kapur, però es va casar amb el lletrista Javed Akhtar el 1984. Va ser el seu segon matrimoni després del guionista Honey Iraní.

## Carrera
Va començar amb Shyam Benegal en Ankur (1972), amb la qual va obtenir el seu primer premi nacional (en té 5) a la millor actriu, encara que abans havia realitzat Faalsa, pel·lícula que es va estrenar després.
És una de les poques actrius que trien els seus papers en les pel·lícules al cinema indi. Les seves interpretacions es caracteritzen pel seu contingut social i la seva preparació; en Mandi, feia de madame d'un prostíbul, va guanyar pes i mastegava betel; en Masoom, feia de la típica mestressa de casa índia urbana; en "Fire", de Radha, enamorada de la seva cunyada, paper que li va valer el 32nd Chicago Film Festival i el Jury Award for Best Actress at Outfest, Los Angeles.
També ha participat en sèries de televisió, com Anupama, on interpreta el paper de l'índia que demana més llibertats enmig d'uns ferris valors tradicionals. A més ha fet teatre, M. S. Sathyu’s Safed Kundali (1980), versió de The Caucasian Chalk Circle; Farouque Shaikh’s Tumhari Amrita, que va estar cinc anys en cartell o fent una versió adaptada per Ingram Bergman de Casa de nines de Visin en la Singapore Repertory Company.

## Filmografia seleccionada
- Umrao Jaan 2" (2007) - Khannum Jaan
- Honeymoon Travels Pvt. Ltd. (2006) - Nahid
- Umrao Jaan (2006) - Khannum Jaan
- 15 Park Avenue (2005) - Anjali "Anju" Mathur
- Morning Raga (2004) - Swarnlatha
- Tehzeeb (2003) - Rukhsana Jamal
- Godmother (1999) - Rambhi
- Earth (1998) – veu de Lenny
- Side Streets (1998, Merchant Ivory Film) - Mrs. Chandra Bipin Raj
- Fire (1996) - Radha
- Saaz (1996) amb Zakir Hussain
- El fill de la Pantera Rosa (1993, de Blake Edwards) - Queen
- In Custody, (1993, de Ismail Merchant) - Imtiaz Begum
- La ciutat de l'alegria, (1992, de Roland Joffé) - Kamla Pal
- Madame Sousatzka, (1988, de John Schlesinger) - Sushita
- The Bengali Night (1988, de Nicolas Klotz)- Mrs. Sen
- Mandi (1983) - Rukmini Bai
- Masoom (1983, de Shekhar Kapur)
- Arth (1982) - Mrs. Pooja Inder Malhotra
- Sparsh (1980) - Kavita
- Shatranj Ke Khiladi (1977) - Khurshid, wife of Mirza
- Ankur (1974) - Laxmi.

## Premis

### National Awards
- 1975 - National Film Award for Best Actress, Ankur
- 1983 - National Film Award for Best Actress, Arth
- 1984 - National Film Award for Best Actress, Khandhar
- 1985 - National Film Award for Best Actress, Paar
- 1999 - National Film Award for Best Actress, Godmother

### Filmfare Awards
- 1977 - Filmfare Best Actress Award, Swami
- 1982 - Filmfare Best Actress Award, Arth
- 1984 - Filmfare Best Actress Award, Bhavna
- 2005 - Filmfare Lifetime Achievement Award

### Altres premis
- 1988, Padma Shri del govern de l'Índia.
- 1998, Ambaixadora de Bona Voluntada de l'ONU
- 2006, Premi de la Pau de la Fundació Gandhi.
- Rajiv Gandhi Award (1994) per “Excellence of Secularism”
- Yash Bhartiya Award (1988) del govern de Uttar Pradesh per la seva labor en la lluita dels drets de la dona com a actriu i activista.
- Premi a la Millor Actriu Internacional per “Libaas” (1993) Corea del Nord, per “Patang” en el festival italià de Taormina (1994) per “Fire” a Chicago(1996).
- Bengal Film Journalists' Association Awards, Best Actress (Hindi Movies) (1999) per Godmother
- Gandhi International Peace Prize (2006) de la Fundació Gandhi, Londres. Arxivat 2007-06-17 a Wayback Machine..
- Doctora honoris causa per la University Brandan Foster per la Leeds Metropolitan University en Yorkshire

Des de 1989, és membre del Consell Nacional d'Integració del primer ministre d'Índia, membre de la Comissió Nacional de la sida d'Índia. La Universitat de Michigan li va concedir la càtedra Martin Luther King per la seva contribució a les arts, la cultura i la societat.